# Poli (Kamerun)
Poli ist eine Stadt in der Region Nord in Kamerun. Sie ist die Hauptstadt des Départements Faro.

## Verkehr
Poli ist über die Provenzialstraße P34 zu erreichen.